# Епік Григорій Данилович

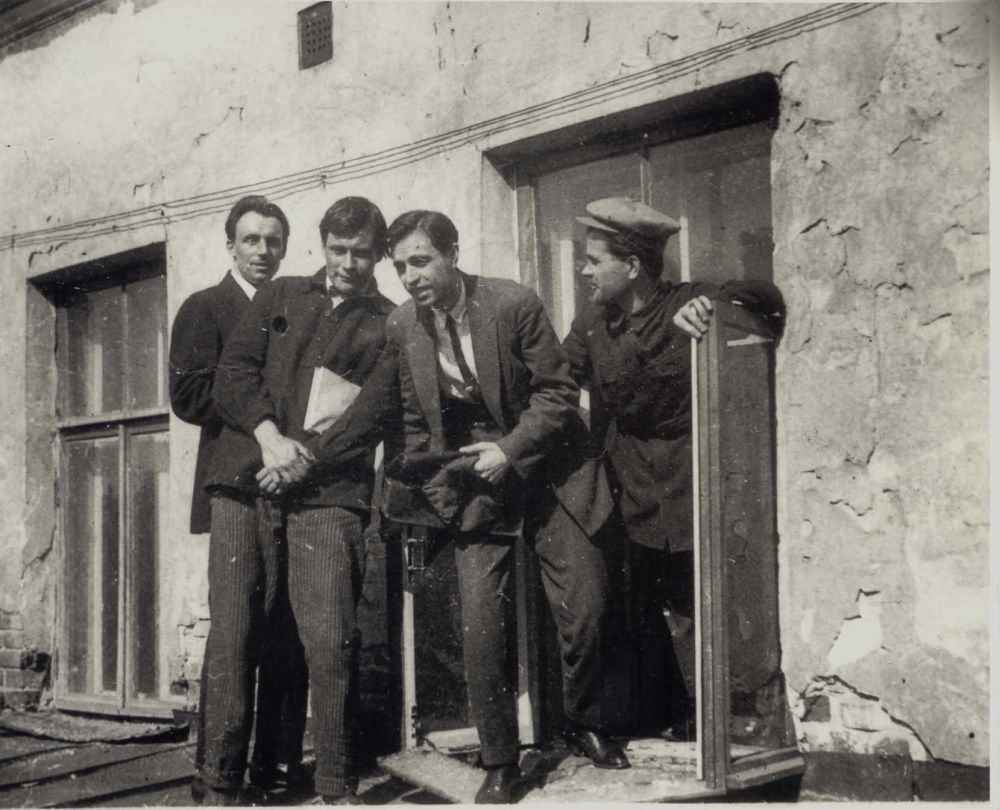
Зліва направо: Петро Панч, Майк Йогансен, Василь Вражливий, Григорій Епік. Харків, 1926

Могила Григорія Епіка, його сина і дружини на Байковому кладовищі в Києві

Григо́рій Дани́лович Е́пік (4 (17) січня 1901, Кам'янка, Катеринославська губернія — 3 листопада 1937, Сандармох, Карелія) — український письменник, перекладач і публіцист, представник «Розстріляного відродження». Жертва сталінського терору.

## Життєпис
Народився 4 (17) січня 1901 року в селі Кам'янка під Катеринославом у сім'ї робітника. Закінчив сільську школу. З 1916 року працював у залізничних майстернях конторником на складі. За участь в антигетьманському повстанні вигнаний з роботи. 1919 року став добровольцем Першого Новомосковського повстанського полку, брав участь у революційних подіях.

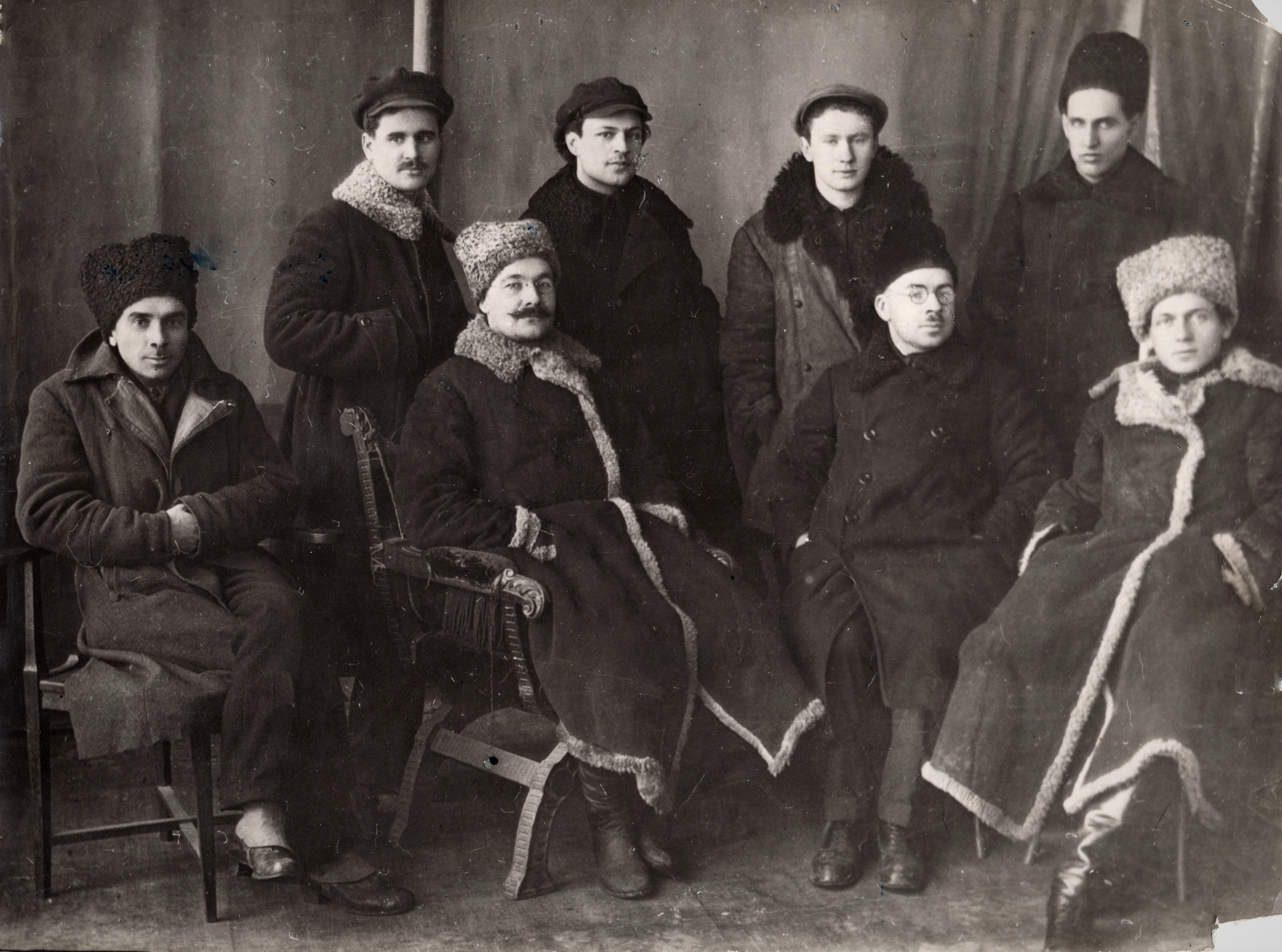
Делегати Першої Всесоюзної конференції Асоціації пролетарських письменників СРСР, представники України та Білорусі. Зліва направо, сидять: Микола Хвильовий, Сергій Пилипенко, Цішка Гартний, Адам Бабарека. Стоять: Григорій Епік, Міхась Чарот, Анатоль Вольний, Микола Христовий. Москва, 6 січня 1925 р.

На початку 1920 року вступив до більшовицької партії і став працювати в ревкомі Кам'янки. Згодом переїхав до Полтави, був інструктором політпросвіти, секретарем та головою повітового виконкому. З 1922 року — в культвідділі окружкому КП(б)У, а потім у губкомі комсомолу. У 1924—1926 роках Г. Епік — головний редактор видавництва «Червоний шлях» та ДВУ в Харкові. Навчався в Інституті марксизму-ленінізму. З серпня 1933 року — на творчій роботі.
Григорій Епік брав участь у діяльності культурно-просвітницьких товариств, входив до Спілки селянських письменників «Плуг», згодом пристав до групи Хвильового ВАПЛІТЕ. У червні 1934 року під час партійної чистки Епіка виключили з КП(б)У з таким формулюванням: «Протягом довгих років і до останнього часу опирався лінії партії в літературі, підтримував націоналістичні елементи в їхній боротьбі проти партії».
Основні творчі здобутки письменника — кілька повістей і романів, що засвідчують його духовну еволюцію. Найпомітніші з них — повість «Восени», де виведено тип комуніста-переродженця, який безкарно владарює у житловому кооперативі, та роман «Без ґрунту». В ньому письменник гостро таврував пристосуванців — «папероїдів», які виробили систему свого існування: цілковита покора дужчим і нещадне знущання зі слабших. В романі «Перша весна» (1931) Епік зумів правдиво показати відчайдушний опір селянства насильницькій колективізації. А 1932 року видав прокомсомольський роман «Петро Ромен», де оспівував зростання радянської технічної інтелігенції.

### Загибель

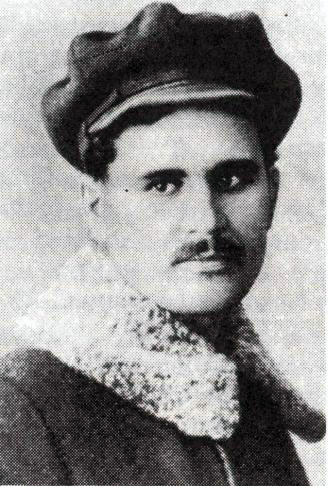
Григорій Епік, 1925 р.

Заарештований 5 грудня 1934 року нібито за приналежність до контрреволюційної націоналістичної організації, що планувала терористичні акти проти керівників Компартії та уряду. Виключення з партії, арешт одразу ж після вбивства Кірова духовно надломили письменника. На противагу заарештованим одночасно з ним у Харкові В. Підмогильному, М. Кулішеві, котрі тривалий час відкидали надумані звинувачення, Г. Епік без опору визнав свою приналежність до міфічної терористичної організації, до якої нібито входили Микола Куліш, Валер'ян Поліщук, Валер'ян Підмогильний, Євген Плужник, Василь Вражливий.
На початку 1935 року багатьох письменників вразив лист Епіка на ім'я наркома В. Балицького, в якому письменник розкаювався за злочинні наміри всієї групи і визнавав, що їх усіх варто постріляти, «як скажених псів». Цього листа на пленумі правління Спілки письменників України зачитав секретар ЦК КП(б)У Постишев.
Як засвідчують документи, засудженого до 10-річного ув'язнення спільним вироком на 17 осіб, Г. Епіка відправлено відбувати покарання на Соловки.
Листи письменника з концтабору до дружини переповнені фальшивим пафосом, довжелезними списками класичної літератури, яку він буцімто читає в години дозвілля, а також розповідями про те, що він натхненно працює над книжкою новел «Соловецкие рассказы», котра, на його думку, «принесла б дуже багато користі й мала б надзвичайний успіх». Рукопис цієї книжки Епік згодом надіслав до Москви на ім'я наркома внутрішніх справ та ще й з проханням ознайомити з нею «ще й старших».
Проте жодні запобігання не полегшили долі письменника. У цьому незабаром переконався й сам Епік. У книжці «Українська інтелігенція на Соловках» С. Підгайний згадує, як бадьорий письменник раптом «перестав бути ударником, спалив новели й роман, писані „во славу Чека“, відмовився від роботи, посилаючись на біль у нозі…»
У жовтні 1937 року справу Г. Епіка, як і інших українських письменників і митців, несподівано переглянула трійка УНКВС Ленінградської області й ухвалила новий вирок — розстріляти. Вирок виконано 3 листопада того ж року в урочищі Сандармох. Родині страченого письменника згодом видали довідку з неправдивою інформацією про те, що він помер… 28 січня 1942 року.
1956 року постановою Військової колегії Верховного суду СРСР Григорія Епіка посмертно реабілітовано «за відсутністю складу злочину».

## Сім'я
Дружина Епіка — Віра Мусіївна Омельченко (1906—1978), працювала викладачем у театральному інституті. Дружина похована на Бережанському цвинтарі. Діти:
- Ромен Епік (1933—1946), для якого батько написав твір «Роменова абетка» на Соловках.
- Рада.

## Твори
Оповідання
- 1924 — Вася
- 1926 — В-осени
- 1926 — На зломі.
- 1928 — В снігах. [Архівовано 1 грудня 2017 у Wayback Machine.]
- 1929 — Облога
- 1931 — Під лісом. [Архівовано 12 листопада 2018 у Wayback Machine.]
- 1930 — Радіоаматор. [Архівовано 1 грудня 2017 у Wayback Machine.]
- 1930 — Том сатири. [Архівовано 1 грудня 2017 у Wayback Machine.]

Романи
- 1928 — Без ґрунту. [Архівовано 1 грудня 2017 у Wayback Machine.]
- 1929 — Зустріч.
- 1930 — НЕПія. [Архівовано 1 грудня 2017 у Wayback Machine.]
- 1931 — Перша весна. [Архівовано 1 грудня 2017 у Wayback Machine.]
- 1932 — Петро Ромен.

## Пам'ять
У Дніпрі на будинку «Центру художньо-естетичної творчості учнівської молоді», в минулому — Середня загальноосвітня школа ім. Г. Д. Епіка № 90, встановлено меморіальну дошку. [Архівовано 25 листопада 2021 у Wayback Machine.]

## Згадки у сучасній культурі
Другий епізод подкасту "Будинок «Слово» присвячений життю та творчості Григорія Епіка. Послухати його можна на всіх зручних подкаст-платформах: Apple Podcasts, Spotify, SoundCloud, Google Podcasts.